# Quận liên bang Brasil
Quận liên bang (tiếng Bồ Đào Nha: Distrito Federal) bao gồm Brasília, thủ đô của Brasil. Nằm ở vùng trung tâm Planalto, Quận liên bang được chia làm 29 vùng hành chính. Brasília, nơi đặt ba nhánh của chính quyền liên bang, là địa điểm chính của khu vực này.

## Liên kết
| Tìm hiểu thêm về Brasília tại các dự án liên quan |                                   |
| Tìm kiếm Wiktionary                               | Từ điển từ Wiktionary             |
| Tìm kiếm Commons                                  | Tập tin phương tiện từ Commons    |
| Tìm kiếm Wikinews                                 | Tin tức từ Wikinews               |
| Tìm kiếm Wikiquote                                | Danh ngôn từ Wikiquote            |
| Tìm kiếm Wikisource                               | Văn kiện từ Wikisource            |
| Tìm kiếm Wikibooks                                | Tủ sách giáo khoa từ Wikibooks    |
| Tìm kiếm Wikiversity                              | Tài nguyên học tập từ Wikiversity |

- (tiếng Bồ Đào Nha) Official Website Lưu trữ ngày 25 tháng 6 năm 2014 tại Wayback Machine
- (tiếng Bồ Đào Nha) Brasilia Guide with 360º photos Lưu trữ ngày 21 tháng 12 năm 2019 tại Wayback Machine
- (tiếng Anh) Brazilian Tourism Portal Lưu trữ ngày 12 tháng 12 năm 2007 tại Wayback Machine
- (tiếng Anh) Map of the Brazilian Federal District